# Sant Tomàs (Ardecha)
Saint-Thomé és un municipi francès situat al departament de l'Ardecha i a la regió d'Alvèrnia-Roine-Alps. L'any 2007 tenia 386 habitants.

## Demografia

### Població
El 2007 la població de fet de Saint-Thomé era de 386 persones. Hi havia 153 famílies de les quals 44 eren unipersonals (20 homes vivint sols i 24 dones vivint soles), 44 parelles sense fills, 61 parelles amb fills i 4 famílies monoparentals amb fills.
La població ha evolucionat segons el següent gràfic:
Habitants censats

### Habitatges
El 2007 hi havia 233 habitatges, 156 eren l'habitatge principal de la família, 70 eren segones residències i 7 estaven desocupats. 213 eren cases i 18 eren apartaments. Dels 156 habitatges principals, 126 estaven ocupats pels seus propietaris, 21 estaven llogats i ocupats pels llogaters i 9 estaven cedits a títol gratuït; 1 tenia una cambra, 6 en tenien dues, 14 en tenien tres, 53 en tenien quatre i 82 en tenien cinc o més. 120 habitatges disposaven pel capbaix d'una plaça de pàrquing. A 62 habitatges hi havia un automòbil i a 85 n'hi havia dos o més.

### Piràmide de població
La piràmide de població per edats i sexe el 2009 era:
| Homes | Edats   | Dones |
| ----- | ------- | ----- |
| 0     | 95 o +  | 0     |
| 4     | 90 a 94 | 0     |
| 0     | 85 a 89 | 4     |
| 0     | 80 a 84 | 0     |
| 12    | 75 a 79 | 0     |
| 4     | 70 a 74 | 24    |
| 16    | 65 a 69 | 0     |
| 4     | 60 a 64 | 12    |
| 8     | 55 a 59 | 8     |
| 16    | 50 a 54 | 16    |
| 24    | 45 a 49 | 4     |
| 20    | 40 a 44 | 20    |
| 20    | 35 a 39 | 8     |
| 4     | 30 a 34 | 20    |
| 8     | 25 a 29 | 4     |
| 4     | 20 a 24 | 12    |
| 12    | 15 a 19 | 8     |
| 8     | 10 a 14 | 16    |
| 20    | 5 a 9   | 24    |
| 12    | 0 a 4   | 8     |

## Economia
El 2007 la població en edat de treballar era de 234 persones, 172 eren actives i 62 eren inactives. De les 172 persones actives 156 estaven ocupades (91 homes i 65 dones) i 16 estaven aturades (13 homes i 3 dones). De les 62 persones inactives 23 estaven jubilades, 17 estaven estudiant i 22 estaven classificades com a «altres inactius».

### Ingressos
El 2009 a Saint-Thomé hi havia 152 unitats fiscals que integraven 394 persones, la mediana anual d'ingressos fiscals per persona era de 17.323 €.

### Activitats econòmiques
Dels 8 establiments que hi havia el 2007, 1 era d'una empresa de fabricació d'altres productes industrials, 3 d'empreses de construcció, 1 d'una empresa de transport, 2 d'empreses d'hostatgeria i restauració i 1 d'una empresa classificada com a «altres activitats de serveis».
Dels 4 establiments de servei als particulars que hi havia el 2009, 1 era un taller de reparació d'automòbils i de material agrícola i 3 paletes.
L'any 2000 a Saint-Thomé hi havia 10 explotacions agrícoles que ocupaven un total de 189 hectàrees.

## Equipaments sanitaris i escolars
El 2009 hi havia una escola elemental.

## Poblacions més properes
El següent diagrama mostra les poblacions més properes.